# Kenji Gotō
Kenji Gotō (後藤 健二 Gotō Kenji) (23 tháng 10 năm 1967 – 31 tháng 1 năm 2015) là một nhà báo người Nhật đưa tin về chính trị và giáo dục trên khắp thế giới. Vào tháng 10 năm 2014, anh bị các chiến binh ISIL bắt làm con tin sau khi vào Syria với hy vọng giải cứu con tin người Nhật Haruna Yukawa. Vào ngày 30 tháng 1 năm 2015, anh đã bị chặt đầu bởi John thánh chiến sau khi các cuộc đàm phán chuộc tiền để trả tự do thất bại.